# Random—Burin—St. George's

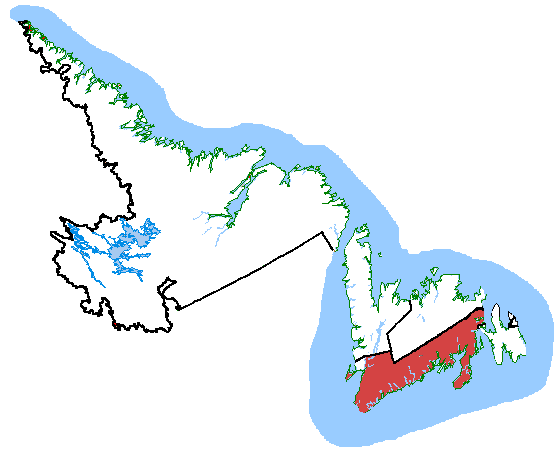
Carte de localisation

Random—Burin—St. George's est une ancienne circonscription électorale fédérale canadienne dans la province de Terre-Neuve-et-Labrador. Elle comprenait la portion sud-ouest de l'île de Terre-Neuve.
Sa population est de 76 089 dont 57 869 électeurs sur une superficie de 38 281 km². Les circonscriptions limitrophes étaient Avalon, Bonavista—Gander—Grand Falls—Windsor et Humber—St. Barbe—Baie Verte.
Cette circonscription a été reconfigurée et dissoute en 2015. Elle est remplacée par la circonscription de Bonavista—Burin—Trinity.

## Résultats électoraux
(janvier 2017).
|       | Candidat         | Parti        | # de voix | % des voix |
|       | John Ottenheimer | Conservateur | +08 322,  | 32 %       |
|       | (x) Judy Foote   | Libéral      | +12 914,  | 49,65 %    |
|       | Stella Magalios  | NPD          | +04 465,  | 17,17 %    |
|       | Tanya Gutmanis   | Vert         | +00307,   | 1,18 %     |
| Total | Total            | Total        | 26 008    | 100 %      |

|       | Candidat           | Parti        | # de voix | % des voix |
|       | Herb Davis         | Conservateur | +04 791,  | 20,5 %     |
|       | Judy Foote         | Libéral      | +12 557,  | 53,72 %    |
|       | Terry White        | NPD          | +05 563,  | 23,8 %     |
|       | Kaitlin Wainwright | Vert         | +00462,   | 1,98 %     |
| Total | Total              | Total        | 23 373    | 100 %      |

## Historique
La circonscription de Random—Burin—St. George's a été créée en 2003 avec des parties de Bonavista—Trinity—Conception, Burin—St. George's, Gander—Grand Falls et d'Humber—St. Barbe—Baie Verte.
1. 2004-2008 — Bill Matthews, PLC
2. 2008-2015 — Judy Foote, PLC

- PLC = Parti libéral du Canada

1. ↑  Élections Canada.